# Оселок
Осе́лок (рос. Оселок) — присілок у складі Богородського міського округу Московської області, Росія.

## Населення
Населення — 35 осіб (2010; 29 у 2002).
Національний склад (станом на 2002 рік):
- росіяни — 93 %